# Tipula (Formotipula) decurvans
Tipula (Formotipula) decurvans is een tweevleugelige uit de familie langpootmuggen (Tipulidae). De soort komt voor in het Oriëntaals gebied.